# Protopedon
Protopedon ist ein subhydrischer Boden (Unterwasserboden) aus verschiedenen Sedimenten (Sand, Schluff, Ton, carbonatreiche Ablagerungen etc.) ohne makroskopisch sichtbaren Humus. Sein Humusgehalt ist jedoch sehr gering, da es vorwiegend in Bereichen mit stärkerer Wasserströmung vorkommt. Somit kann auch der Abbau organischer Substanz mit Hilfe sauerstoffreichen Wassers beschleunigt werden. Die organische Substanz wird aufgrund der Strömungsverhältnisse zudem rasch wieder erodiert. Das Protopedon ist durch Organismen besiedelt. Aufgebaut ist es als Fi-G-Profil.
In der internationalen Bodenklassifikation World Reference Base for Soil Resources (WRB) wird der Unterwassercharakter dieser Böden durch den Qualifier Subaquatic ausgedrückt. Protopeda können zu den Referenzbodengruppen Gleysol, Arenosol und Fluvisol gehören.